# Zaltbommel
Zaltbommel – miasto i gmina w południowej Holandii (prowincja Geldria). Liczy ok. 26 tys. mieszkańców (2008).
Urodził się tutaj Gerard Hoet, malarz i rytownik holenderski.